# (1565) Lemaître
(1565) Lemaître es un asteroide que cruza la órbita de Marte orbitando alrededor del Sol una vez cada 3,70 años. Está nombrado así en honor al astrónomo belga Georges Lemaître.
Fue descubierto el 25 de noviembre de 1948 por Sylvain Arend desde el Real Observatorio de Bélgica, en Uccle, Bélgica.